# 尼登豪森
尼登豪森是德国黑森州的一个市镇。总面积35.31平方公里，总人口14431人，其中男性7049人，女性7382人（2011年12月31日），人口密度409人/平方公里。